# Église Saint-Maurice de Lathus-Saint-Rémy
L'église Saint-Maurice est une église catholique située à Lathus-Saint-Rémy, en France.

## Localisation
L'église est située dans le département français de la Vienne, sur la commune de Lathus-Saint-Rémy.

## Historique
L'église date des XIIe, XIIIe et XIXe siècles. Son chevet a été construit à l'époque romane, ainsi que son transept. La nef, construite au XIIIe siècle, a été remaniée au XIXe siècle et a été raccourcie au profit de la rue. La façade occidentale n'a pas,alors, été conservée. La nef présente les caractéristiques du gothique angevin. L'église est aussi caractérisée par les passages berrichons qui permettent une communication latérale entre la nef et le transept, par la coupole romane et le clocher octogonal reposant sur une base carrée.
L'édifice est inscrit au titre des monuments historiques en 1926 pour la nef et classé en 1930 pour le reste de l'église sauf la sacristie moderne.
L'église est dédiée à saint Maurice d'Agaune.
L'église du bourg était autrefois fortifiée.